# Liste der Straßen, Plätze und Brücken in Hamburg-Winterhude

Lage von Hamburg-Winterhude in Hamburg und im Bezirk Hamburg-Nord (hellrot)

Die Liste der Straßen, Plätze und Brücken in Winterhude ist eine Übersicht der im Hamburger Stadtteil Winterhude vorhandenen Straßen, Plätze und Brücken. Sie ist Teil der Liste der Verkehrsflächen in Hamburg.

## Überblick
In Winterhude (Ortsteilnummern 408 bis 413) leben 60435 Einwohner (Stand: 31. Dezember 2023) auf 7,6 km². Winterhude liegt in den Postleitzahlenbereichen 22297, 22299, 22301 und 22303.
In Winterhude gibt es 188 benannte Verkehrsflächen, darunter fünf Plätze und 41 Brücken.
Es gibt zwei Themengruppen: 
- In der Jarrestadt sowie rund um die Semperstraße wurden zahlreiche Straßen nach Architekten und Baumeistern benannt, die in Hamburg gewirkt haben: Arensweg, Fersenfeldtsweg, Forsmannstraße, Geißlertwiete, Georg-Thielen-Gasse, Groothoffgasse, Hamelausweg, Hanssensweg, Hauersweg, Jollassestieg, Kuhnsweg, Lorenzengasse, Maacksgasse, Martin-Haller-Ring, Meerweinstraße, Meuronstieg, Neckelmannsweg, Peter-Marquard-Straße, Preystraße, Rambatzweg, Schinkelstraße, Semperplatz, Semperstraße, Stammannstraße, Wimmelsweg

- In der City Nord erfolgte die Benennung der Straßen und Brücken rund um den Überseering nach Großstädten in überseeischen Ländern, um die weltweiten Handelsbeziehungen Hamburgs zu dokumentieren: Bombaybrücke, Caracasweg, Dakarbrücke, Dakarweg, Djakartaweg, Halifaxweg, Jokohamabrücke, Kalkuttabrücke, Kapstadtring, Limaweg, Manilabrücke, Manilaweg, Mexikoring, New-York-Brücke, New-York-Ring, New-York-Weg, Singapurbrücke, Singapurweg, Überseering

## Übersicht der Straßen
Die nachfolgende Tabelle gibt eine Übersicht über alle benannten Verkehrsflächen – Straßen, Plätze und Brücken – im Stadtteil sowie einige dazugehörige Informationen. Im Einzelnen sind dies:
- Name/Lage: aktuelle Bezeichnung der Straße, des Platzes oder der Brücke. Über den Link (Lage) kann die Straße, der Platz oder die Brücke auf verschiedenen Kartendiensten angezeigt werden. Die Geoposition gibt dabei ungefähr die Mitte an. Bei längeren Straßen, die durch zwei oder mehr Stadtteile führen, kann es daher sein, dass die Koordinate in einem anderen Stadtteil liegt.
- Straßenschlüssel: amtlicher Straßenschlüssel, bestehend aus einem Buchstaben (Anfangsbuchstabe der Straße, des Platzes oder der Brücke) und einer dreistelligen Nummer.
- Länge/Maße in Metern:
Hinweis: Die in der Übersicht enthaltenen Längenangaben sind nach mathematischen Regeln auf- oder abgerundete Übersichtswerte, die im Digitalen Atlas Nord[1] mit dem dortigen Maßstab ermittelt wurden. Sie dienen eher Vergleichszwecken und werden, sofern amtliche Werte bekannt sind, ausgetauscht und gesondert gekennzeichnet.
Bei Plätzen sind die Maße in der Form a × b bei rechteckigen Anlagen oder a × b × c bei dreiecksförmigen Anlagen mit a als längster Kante dargestellt.
Der Zusatz (im Stadtteil) gibt an, wie lang die Straße innerhalb des Stadtteils ist, sofern sie durch mehrere Stadtteile verläuft.
- Namensherkunft: Ursprung oder Bezug des Namens.
- Datum der Benennung: Jahr der offiziellen Benennung oder der Ersterwähnung eines Namens, bei Unsicherheiten auch die Angabe eines Zeitraums.
- Anmerkungen: Weitere Informationen bezüglich anliegender Institutionen, der Geschichte der Straße, historischer Bezeichnungen, Baudenkmale usw.
- Bild: Foto der Straße oder eines anliegenden Objektes.

| Name/Lage                        | Straßen- schlüssel | Länge/Maße (in Metern) | Namensherkunft | Datum der Benennung | Anmerkungen | Bild |
| -------------------------------- | ------------------ | ---------------------- | --- | ------------------- | --- | --- |
| Agnesstraße (Lage)               | A044               | 0445                   | Agnes Ahrens geb. Repsold (1839–1910), Schwägerin des damaligen Grundbesitzers Adolph Sierich                                  | 1866                | Sierich benannte eine Reihe von Straßen nach Vornamen von Familienangehörigen und Freunden. | Agnesstraße |
| Alsterdorfer Straße (Lage)       | A101               | 0875 (im Stadtteil)    | Hamburger Stadtteil Alsterdorf                                                                                                 | 1863                | nördlicher Teil in Alsterdorf und Ohlsdorf | Alsterdorfer Straße in Hamburg-Winterhude                                                                                               |
| Alter Güterbahnhof (Lage)        | A712               | 0655                   | nach dem vormals dort gelegenen Güterbahnhof Barmbek                                                                           | 2007                | | Alter Güterbahnhof in Hamburg-Winterhude                                                                                                |
| Alte Wöhr (Lage)                 | A135               | 0260 (im Stadtteil)    | nach einer Flurbezeichnung (Wöhr = Wart od. Wurt für eine erhöhte Stelle)                                                      | 1922                | östlicher Teil ab Güterumgehungsbahn in Barmbek-Nord | Alte Wöhr, zu Winterhude gehörender Teil                                                                                                |
| Andreasstraße (Lage)             | A427               | 0345                   | Franz Andreas Meyer, Freund des Grundbesitzers Adolph Sierich                                                                  | 1866                | | Andreasstraße |
| Arensweg (Lage)                  | A457               | 0085                   | Johann August Arens (1757–1806), Architekt                                                                                     | 1926                | Themengruppe „Architekten und Baumeister“ | Arensweg |
| Bachstraßenbrücke (Lage)         | –                  | 0015 (im Stadtteil)    | in Anlehnung an die in Barmbek-Süd verlaufende Bachstraße                                                                      | 1904                | nördlicher Teil ab Brückenmitte komplett in Winterhude; östlicher Teil der Südhälfte in Barmbek-Süd, westlicher Teil in Uhlenhorst                                                                                 | Bachstraßenbrücke |
| Barmbeker Straße (Lage)          | B074               | 2065                   | Hamburger Stadtteil Barmbek | 1863                | Teil der Bundesstraße 5 | Barmbeker Straße in Hamburg-Winterhude                                                                                                  |
| Barmbeker Straßenbrücke (Lage)   | –                  | 0050                   | in Anlehnung an die Barmbeker Straße                                                                                           | 1928                | überquert im Zuge der Barmbeker Straße den Goldbekkanal | Barmbeker Straßenbrücke in Hamburg-Winterhude                                                                                           |
| Baumkamp (Lage)                  | B106               | 0620                   | nach einer Flurbezeichnung | 1901                | | Baumkamp in Hamburg-Winterhude |
| Baumtwiete (Lage)                | B110               | 0080                   | in Anlehnung an den Baumkamp                                                                                                   | 1937                | | Baumtwiete in Hamburg-Winterhude |
| Bebelallee (Lage)                | B122               | 0850 (im Stadtteil)    | August Bebel (1840–1913), SPD-Politiker und Publizist                                                                          | 1945                | nördlicher Teil in Alsterdorf | Bebelallee in Hamburg-Winterhude |
| Bei der Matthäuskirche (Lage)    | B178               | 0115                   | nach der Lage an der Matthäuskirche                                                                                            | 1926                | | Bei der Matthäuskirche in Hamburg-Winterhude                                                                                            |
| Beim Jacobistift (Lage)          | B211               | 0135                   | nach der Lage am ehemaligen Jacobistift                                                                                        | 1929                | | Beim Jacobistift in Hamburg-Winterhude                                                                                                  |
| Bellevue (Lage)                  | B238               | 1065                   | nach der Lage mit Blick auf die Alster (frz. belle vue = schöne Aussicht)                                                      | 1866                | | Bellevue |
| Bellevuebrücke (Lage)            | –                  | 0025                   | in Anlehnung an die Straße Bellevue                                                                                            | 1904                | überquert im Zuge der Bellevue den Goldbekkanal kurz vor der Einmündung in den Rondeelkanal | Bellevuebrücke |
| Blumenstraße (Lage)              | B416               | 0485                   | frei gewählter Name | 1866                | | Blumenstraße |
| Blumenstraßenbrücke (Lage)       | –                  | 0015                   | in Anlehnung an die Blumenstraße                                                                                               | 1904                | überquert im Zuge der Blumenstraße den Leinpfadkanal | Blumenstraßenbrücke |
| Bombaybrücke (Lage)              | –                  | 0055                   | Bombay, Stadt in Indien | 1975                | Themengruppe „Städte in Übersee“ | Bombaybrücke in Hamburg-Winterhude |
| Borgweg (Lage)                   | B484               | 0330                   | vermutlich ursprünglich „Bergweg“ oder „Bargweg“ als zum Heidberg führender Weg                                                | 1863                | bereits 1770 auf alten Flurkarten als „Neben dem Borgweg“ verzeichnet | Borgweg in Hamburg-Winterhude |
| Braamkamp (Lage)                 | B524               | 0720 (im Stadtteil)    | nach einer Flurbezeichnung | 1928                | Teil des Ring 2; westlicher Teil ab U-Bahn-Brücke in Alsterdorf | Braamkamp in Hamburg-Winterhude |
| Bruno-Georges-Platz (Lage)       | B876               | 0100 × 75 × 50         | Bruno Georges (1892–1968), Polizeichef, später Polizeipräsident von Hamburg                                                    | 2000                | | Bruno-Georges-Platz |
| Buchenstraße (Lage)              | B661               | 0160                   | Baumart Buche | 1863                | | Buchenstraße |
| Buchsbaumweg (Lage)              | B667               | 0185                   | Pflanzenart Buchsbaum |                     | | Buchsbaumweg in Hamburg-Winterhude |
| Bussestraße (Lage)               | B734               | 0490                   | Johanna Magdalene Rippens geb. Busse (1828–1886), Ehefrau des Grundeigentümers Claes Joachim Rippens                           | 1876                | | Bussestraße in Hamburg-Winterhude |
| Butenkamp (Lage)                 | B738               | 0035                   | nach einer Flurbezeichnung | 1920                | | Butenkamp in Hamburg-Winterhude |
| Cäcilienstraße (Lage)            | C001               | 0155                   | Caecilia von Oldessem († 1542), erste Domina des Stifts St. Johannis-Klosters                                                  | 1914                | | Cäcilienstraße |
| Caracasweg (Lage)                | C074               | 0130                   | Caracas, Hauptstadt von Venezuela                                                                                              | 1972                | Themengruppe „Städte in Übersee“ | Caracasweg |
| Carl-Cohn-Straße (Lage)          | C005               | 0690 (im Stadtteil)    | Carl Cohn (1857–1931), Überseekaufmann und Hamburger Senator                                                                   | 1929/1948           | von 1933 bis 1948 Mackensenstraße; nördlich der U-Bahnbrücke in Alsterdorf | Carl-Cohn-Straße |
| Dakarbrücke (Lage)               | –                  | 0045                   | Dakar, Hauptstadt des Senegal                                                                                                  | 1974                | Themengruppe „Städte in Übersee“ | Dakarbrücke in Hamburg-Winterhude |
| Dakarweg (Lage)                  | D014               | 0645                   | Dakar, Hauptstadt des Senegal                                                                                                  | 1962                | Themengruppe „Städte in Übersee“ | Dakarweg in Hamburg-Winterhude |
| Djakartaweg (Lage)               | D264               | 0800                   | Jakarta, Hauptstadt von Indonesien                                                                                             | 1978                | Themengruppe „Städte in Übersee“ | Djakartaweg in Hamburg-Winterhude |
| Dorotheenstraße (Lage)           | D164               | 1620                   | Anna Dorothea Sierich, Mutter des Grundeigentümers Adolph Sierich                                                              | 1863                | | Dorotheenstraße in Hamburg-Winterhude                                                                                                   |
| Dorotheenstraßenbrücke (Lage)    | –                  | 0035                   | in Anlehnung an die Dorotheenstraße                                                                                            | 1904                | überquert im Zuge der Dorotheenstraße den Goldbekkanal | Dorotheenstraßenbrücke |
| Dreistücken (Lage)               | D187               | 0265                   | nach einer Flurbezeichnung von 1779 „Die Fünf Stücken“                                                                         | 1930                | siehe auch Fiefstücken, Tweestücken und Veerstücken | Dreistücken |
| Efeuweg (Lage)                   | E035               | 0470                   | nach einem übernommenen Flurnamen                                                                                              | 1928                | | Efeuweg in Hamburg-Winterhude |
| Elebeken (Lage)                  | E134               | 0150                   | Magdalena Elebeke, von 1670 bis 1701 Domina des St. Johannis-Klosters                                                          | 1906                | siehe Cäcilienstraße | Elebeken in Hamburg-Winterhude |
| Eppendorfer Stieg (Lage)         | E196               | 0135                   | Hamburger Stadtteil Eppendorf                                                                                                  | 1863                | | Eppendorfer Stieg in Hamburg-Winterhude                                                                                                 |
| Fährhausbrücke (Lage)            | –                  | 0030 (im Stadtteil)    | nach dem ehemaligen Tanzlokal Winterhuder Fährhaus, das an dieser Stelle stand                                                 | 1989                | westlicher Teil in Eppendorf | Fährhausbrücke |
| Feldahornweg (Lage)              | F360               | 0230                   | nach dem Feldahorn, Baum des Jahres 2015                                                                                       | 2017                | (noch in der Entstehung, Stand: Mai 2023) | Feldahornweg |
| Fernsicht (Lage)                 | F092               | 0270                   | frei gewählter Name aufgrund der guten Sicht auf die Außenalster                                                               | 1891                | | Fernsicht |
| Fernsichtbrücke (Lage)           | –                  | 0040                   | in Anlehnung an die Straße Fernsicht                                                                                           | 1904                | überquert den Rondeelkanal | Fernsichtbrücke |
| Fersenfeldtsweg (Lage)           | F093               | 0065                   | Hermann Peter Fersenfeldt (1786–1853), Architekt                                                                               | 1907                | Themengruppe „Architekten und Baumeister“ | Fersenfeldtsweg |
| Fiefstücken (Lage)               | F108               | 0345                   | nach einer Flurbezeichnung von 1779 „Die Fünf Stücken“                                                                         | 1928                | siehe Dreistücken, Tweestücken und Veerstücken; Sitz des Programmkinos Magazin | Fiefstücken in Hamburg-Winterhude |
| Flemingstraße (Lage)             | F148               | 0165                   | Paul Fleming (1609–1640), Arzt und Schriftsteller                                                                              | 1910                | | Flemingstraße in Hamburg-Winterhude |
| Flüggestraße (Lage)              | F161               | 0160                   | Johannes Flügge (1775–1816), Botaniker                                                                                         | 1907                | | Flüggestraße |
| Forsmannstraße (Lage)            | F186               | 0415                   | Franz Gustav Joachim Forsmann (1795–1878), Architekt, und dessen Mutter Margaretha Forsmann (1753–1836), Bildnismalerin        | 1907                | Themengruppe „Architekten und Baumeister“ | Forsmannstraße |
| Geibelstraße (Lage)              | G044               | 0515                   | Emanuel Geibel (1815–1884), Lyriker                                                                                            | 1888                | | Geibelstraße |
| Geißlertwiete (Lage)             | G049               | 0165                   | Hermann Geißler (1859–1939), Architekt                                                                                         | 1929                | Themengruppe „Architekten und Baumeister“ | Geißlertwiete |
| Gellertstraße (Lage)             | G051               | 0345                   | Christian Fürchtegott Gellert (1715–1769), Dichter und Philosoph                                                               | 1891                | | Gellertstraße |
| Georg-Thielen-Gasse (Lage)       | G057               | 0145                   | Georg Thielen (1853–1901), Architekt und Kunstgewerbler                                                                        | 1948                | Themengruppe „Architekten und Baumeister“ | Georg-Thielen-Gasse |
| Gertigstraße (Lage)              | G087               | 0525                   | nach der Familie Gertig, die neben der Familie Sierich umfangreichen Grundbesitz in Winterhude hatte                           | 1887                | | Gertigstraße |
| Glindweg (Lage)                  | G112               | 0370                   | nach dem Begriff „Glind“ für ein mit Latten oder Pfosten umzäuntes Gebiet                                                      | 1914/1928           | | Glindweg |
| Goernebrücke (Lage)              | –                  | 0020 (im Stadtteil)    | Christian Goerne (1822–1882), Kaufmann                                                                                         | 1910                | führt über die kanalisierte Alster; westlicher Teil in Eppendorf | Goernebrücke |
| Goldbekplatz (Lage)              | G151               | 0130 x100              | nach seiner Lage am Goldbekkanal                                                                                               | 1902                | | Goldbekplatz |
| Goldbekufer (Lage)               | G152               | 0895                   | nach der Lage am Ufer des Goldbekkanals verlaufend                                                                             | 1913                | | Goldbekufer in Hamburg-Winterhude |
| Goldbekweg (Lage)                | G153               | 0240                   | in Anlehnung an das Goldbekufer                                                                                                | 1936                | | Goldbekweg in Hamburg-Winterhude |
| Gottschedstraße (Lage)           | G184               | 0405                   | Johann Christoph Gottsched (1700–1766), Schriftsteller                                                                         | 1910                | | Gottschedstraße in Hamburg-Winterhude                                                                                                   |
| Grasweg (Lage)                   | G207               | 0600                   | nach einer Flurbezeichnung | 1863                | | Grasweg |
| Greflingerstraße (Lage)          | G213               | 0140                   | Johann Georg Greflinger (ca. 1620–ca. 1677), Notar und volkstümlicher Dichter                                                  | 1910                | | Greflingerstraße in Hamburg-Winterhude                                                                                                  |
| Groothoffgasse (Lage)            | G250               | 0100                   | Hugo Groothoff (1851–1918), Architekt                                                                                          | 1929                | Themengruppe „Architekten und Baumeister“ | Groothoffgasse |
| Großheidesteg (Lage)             | –                  | 0030 (im Stadtteil)    | in Anlehnung an die Großheidestraße                                                                                            | 1960                | überquert als Fußgängerbrücke den Osterbekkanal; südlicher Teil in Barmbek-Süd | Großheidesteg |
| Großheidestraße (Lage)           | G281               | 0605                   | nach einer Flurbezeichnung | 1928                | | Großheidestraße |
| Gryphiusstraße (Lage)            | G327               | 0145                   | Andreas Gryphius (1616–1664), Dichter                                                                                          | 1910                | | Gryphiusstraße in Hamburg-Winterhude |
| Hainbuchenweg (Lage)             | H049               | 0155                   | nach der Hainbuche | 1928                | | Hainbuchenweg in Hamburg-Winterhude |
| Halifaxweg (Lage)                | H840               | 0225                   | Halifax, Provinzhauptstadt von Nova Scotia                                                                                     | 2006                | Themengruppe „Städte in Übersee“ | Halifaxweg in Hamburg-Winterhude |
| Hamelausweg (Lage)               | H076               | 0085                   | Hans Hamelau (um 1620–1670), Baumeister                                                                                        | 1926                | Themengruppe „Architekten und Baumeister“ | Hamelausweg |
| Hanssensweg (Lage)               | H124               | 0280                   | Bernhard Hanssen (1844–1911), Architekt                                                                                        | 1928                | Themengruppe „Architekten und Baumeister“ | Hanssensweg |
| Hauersweg (Lage)                 | H193               | 0190                   | Wilhelm Hauers (1836–1905), Architekt                                                                                          | 1929                | Themengruppe „Architekten und Baumeister“ | Hauersweg |
| Hebebrandbrücke (Lage)           | H730               | 0020 (im Stadtteil)    | in Anlehnung an die Hebebrandstraße                                                                                            | 1974                | bis zu den Gleisanlagen der S 1 in Winterhude, im weiteren östlichen Verlauf teilweise in Alsterdorf, Ohlsdorf und Barmbek-Nord                                                                                    | Hebebrandbrücke |
| Hebebrandstraße (Lage)           | H703               | 0510 (im Stadtteil)    | Werner Hebebrand (1899–1966), Architekt und Stadtplaner                                                                        | 1969                | auf Initiative Hebebrands erfolgte die Realisierung der nahe gelegenen City-Nord; östlicher Teil ab Bahnbrücke in Ohlsdorf und Barmbek-Nord                                                                        | Hebebrandstraße, zu Winterhude gehörender Teil                                                                                          |
| Heidberg (Lage)                  | H236               | 0520                   | nach einer Flurbezeichnung | 1887/1928           | | Heidberg in Hamburg-Winterhude |
| Heinz-Gärtner-Brücke (Lage)      | H860               | 0015 (im Stadtteil)    | Heinz Gärtner (1916–2001), SPD-Politiker und Widerstandskämpfer gegen den Nationalsozialismus                                  | 2013                | überquert als Fußgängerbrücke den Osterbekkanal; südlicher Teil in Barmbek-Süd | Heinz-Gärtner-Brücke |
| Hellbrookstraße (Lage)           | H327               | 0275 (im Stadtteil)    | nach der im Nordosten von Barmbek gelegenen Siedlung Hellbrook                                                                 | 1899                | nur nördliche Straßenhälfte zwischen S-Bahn-Brücke und Saarlandstraße, sonst in Barmbek-Nord | Hellbrookstraße, zu Winterhude gehörender Teil                                                                                          |
| Hellbrookstraßenbrücke (Lage)    | –                  | 0035 (im Stadtteil)    | in Anlehnung an die Hellbrookstraße                                                                                            | 1912                | überquert im Zuge der Hellbrookstraße den Barmbeker Stichkanal; südlicher Brückenteil in Barmbek-Nord | Hellbrookstraßenbrücke |
| Henry-Budge-Straße (Lage)        | H352               | 0300                   | Henry Budge (1840–1928), US-amerikanischer Geschäftsmann                                                                       | 1945                | Budge lebte ab 1903 in Hamburg (Budge-Palais) und vermachte sein Vermögen der Stadt Hamburg für wohltätige Zwecke                                                                                                  | Henry-Budge-Straße |
| Hertha-Feiner-Asmus-Stieg (Lage) | H801               | 0110                   | Hertha Feiner-Aßmus (1896–1943), Lehrerin an der damaligen Schule Meerweinstraße, Opfer des Nationalsozialismus                | 1992                | | Hertha-Feiner-Asmus-Stieg |
| Himmelstraße (Lage)              | H437               | 0350                   | nach Maria Himmel, dem Geburtsnamen des damaligen Grundeigentümers                                                             | 1877                | unklar ist lt. Hanke, ob es sich bei dem Grundeigentümer um Johannes Timmermann oder Carl Hinrich Krochmann handelt                                                                                                | Himmelstraße in Hamburg-Winterhude |
| Hölderlinsallee (Lage)           | H496               | 0180                   | Friedrich Hölderlin (1770–1843), Lyriker                                                                                       | 1928                | | Hölderlinsallee |
| Hudtwalckerstraße (Lage)         | H657               | 0355                   | Martin Hieronymus Hudtwalcker (1787–1865), Hamburger Senator                                                                   | 1899                | | Hudtwalckerstraße in Hamburg-Winterhude                                                                                                 |
| Hudtwalckertwiete (Lage)         | H658               | 0085                   | in Anlehnung an die Hudtwalckerstraße                                                                                          | 1936                | | Hudtwalckertwiete in Hamburg-Winterhude                                                                                                 |
| Jahnbrücke (Lage)                | J118               | 0370                   | in Anlehnung an den Jahnring                                                                                                   | 1967                | Teil des Ring 2, östlicher Teil ab den Bahngleisen in Barmbek-Nord; nicht nur eine Brücke, sondern ein ganzer Straßenzug                                                                                           | Jahnbrücke |
| Jahnring (Lage)                  | J021               | 1535                   | Friedrich Ludwig Jahn (1778–1852), Pädagoge                                                                                    | 1934                | Teil des Ring 2 | Jahnring |
| Jarrestraße (Lage)               | J030               | 1005                   | Nicolaus Jarre (1603–1678), Hamburger Bürgermeister                                                                            | 1892                | | Jarrestraße |
| Jean-Paul-Weg (Lage)             | J033               | 0320                   | Jean Paul (1763–1825), Schriftsteller                                                                                          | 1928                | | Jean-Paul-Weg |
| Jokohamabrücke (Lage)            | –                  | 0065                   | Yokohama, Stadt in Japan | 1975                | Themengruppe „Städte in Übersee“ | Jokohamabrücke in Hamburg-Winterhude |
| Jollassestieg (Lage)             | J072               | 0080                   | Jean David Jollasse (1810–1876) und sein Sohn Wilhelm Jollasse (1856–1921), Architekten                                        | 1929                | Themengruppe „Architekten und Baumeister“ | Jolassestieg |
| Kaemmererufer (Lage)             | K006               | 0355                   | Georg Heinrich Kaemmerer (1824–1875), Hamburger Kaufmann und Bankier                                                           | 1907                | | Kaemmererufer |
| Kaempsweg (Lage)                 | K007               | 0065                   | Hermann Kaemp (1837–1899), Ingenieur                                                                                           | 1904                | | Kaempsweg in Hamburg-Winterhude |
| Kalkuttabrücke (Lage)            | –                  | 0055                   | Kalkutta, Stadt in Indien | 1975                | Themengruppe „Städte in Übersee“ | Kalkuttabrücke in Hamburg-Winterhude |
| Kapstadtring (Lage)              | K069               | 0545                   | Kapstadt, Stadt in Südafrika                                                                                                   | 1962                | Themengruppe „Städte in Übersee“ | Kapstadtring in Hamburg-Winterhude |
| Klärchenbrücke (Lage)            | –                  | 0015                   | in Anlehnung an die Klärchenstraße                                                                                             | 1904/1945           | überquert im Zuge der Klärchenstraße den Leinpfadkanal | Klärchenbrücke |
| Klärchenstraße (Lage)            | K212               | 0335                   | Clara Octavia Sierich geb. Repsold, zweite Ehefrau des Grundbesitzers Adolph Sierich                                           | 1866                | | Klärchenstraße |
| Knickweg (Lage)                  | K293               | 0135                   | nach dem Begriff „Knick“ für einen mit Bäumen und Büschen bepflanzten Erdwall                                                  | 1946                | | Knickweg |
| Körnerstraße (Lage)              | K328               | 0265                   | Theodor Körner (1791–1813), Dichter                                                                                            | 1863                | | Körnerstraße |
| Körnerstraßenbrücke (Lage)       | –                  | 0010                   | in Anlehnung an die Körnerstraße                                                                                               | 1904                | überquert im Zuge der Körnerstraße den Mühlenkampkanal | Körnerstraßenbrücke |
| Krochmannstraße (Lage)           | K436               | 0935                   | Carl Hinrich Krochmann (1829–1899), Vorbesitzer des Geländes                                                                   | 1877                | Standort der Sporthalle Hamburg | Krochmannstraße in Hamburg-Winterhude                                                                                                   |
| Krohnskamp (Lage)                | K443               | 0770                   | nach einer Flurbezeichnung | 1866                | | Krohnskamp in Hamburg-Winterhude |
| Krugkoppelbrücke (Lage)          | –                  | 0035 (im Stadtteil)    | Herkunft unklar, möglicherweise nach einer Flurbezeichnung, eventuell auch nach einem Wirtshaus ähnlichen Namens               | 1904                | überquert die Alster und verbindet die Straßen Fernsicht und Krugkoppel (auf Harvestehuder Seite); lt. Straßenverzeichnis in Hamburg-Harvestehude, lt. Grundkarte nordöstlicher Teil ab Brückenmitte in Winterhude | Krugkoppelbrücke |
| Kuhnsweg (Lage)                  | K495               | 0120                   | Johannes Nicolaus Kuhn (1670–1744), Architekt                                                                                  | 1907                | Themengruppe „Architekten und Baumeister“ | Kuhnsweg |
| Langenzugbrücke (Lage)           | –                  | 0020 (im Stadtteil)    | nach seiner Bestimmung über den Langen Zug führend                                                                             | 1904                | verbindet die Herbert-Weichmann-Straße mit der Sierichstraße; südlicher Teil in Uhlenhorst | Langenzugbrücke |
| Lattenkamp (Lage)                | L074               | 0615                   | nach einer Flurbezeichnung | 1899                | ab 1863 Am Lattenkamp; Namensgeber für die Haltestelle der U-Bahn-Linie 1 | Lattenkamp in Hamburg-Winterhude |
| Lattenkampstieg (Lage)           | L075               | 0155                   | in Anlehnung an den Lattenkamp                                                                                                 | 1933                | | Lattenkampstieg in Hamburg-Winterhude                                                                                                   |
| Lattenstieg (Lage)               | L076               | 0055                   | in Anlehnung an den Lattenkamp                                                                                                 | 1922                | | Lattenstieg in Hamburg-Winterhude |
| Leinpfad (Lage)                  | L115               | 1610                   | nach einem Pfad, an dem auf der Alster verkehrende Schuten mit Leinen flussaufwärts gezogen wurden                             | 1866                | Das so genannte Treideln war in Hamburg bereits im 15. Jahrhundert eine weibliche Domäne. | Leinpfad |
| Leinpfadbrücke (Lage)            | –                  | 0015                   | in Anlehnung an den Leinpfad                                                                                                   | 1904                | überquert im Zuge des Leinpfads den Leinpfadkanal | Leinpfadbrücke |
| Limaweg (Lage)                   | L340               | 0380                   | Lima, Hauptstadt von Peru | 1972                | Themengruppe „Städte in Übersee“ | Limaweg in Hamburg-Winterhude |
| Linnering (Lage)                 | L193               | 0310                   | Otto Linne (1869–1937), Garten- und Landschaftsarchitekt                                                                       | 1948                | | Linnering in Hamburg-Winterhude |
| Loki-Schmidt-Platz (Lage)        | L406               | 0065 × 35              | Loki Schmidt (1919–2010), Naturschützerin und Autorin                                                                          | 2017                | | Loki-Schmidt-Platz |
| Lorenzengasse (Lage)             | L249               | 0065                   | Fernando Lorenzen (1859–1917), Architekt                                                                                       | 1929                | Themengruppe „Architekten und Baumeister“ | Lorenzengasse |
| Maacksgasse (Lage)               | M001               | 0145                   | Johann Hermann Maack (1809–1868), Bauingenieur                                                                                 | 1929                | Themengruppe „Architekten und Baumeister“ | Maacksgasse |
| Manilabrücke (Lage)              | –                  | 0160                   | Manila, Hauptstadt der Philippinen                                                                                             | 1975                | Themengruppe „Städte in Übersee“ | Manilabrücke in Hamburg-Winterhude |
| Manilaweg (Lage)                 | M368               | 0830                   | Manila, Hauptstadt der Philippinen                                                                                             | 1972                | Themengruppe „Städte in Übersee“ | Manilaweg in Hamburg-Winterhude |
| Maria-Louisen-Brücke (Lage)      | –                  | 0015                   | in Anlehnung an die Maria-Louisen-Straße                                                                                       | 1904/1945           | | Maria-Louisen-Brücke |
| Maria-Louisen-Stieg (Lage)       | M042               | 0250                   | in Anlehnung an die Maria-Louisen-Straße                                                                                       | 1953                | | Maria-Louisen-Stieg in Hamburg-Winterhude                                                                                               |
| Maria-Louisen-Straße (Lage)      | M043               | 1345                   | Maria Louise Sierich geb. Lembcke, erste Ehefrau des Grundbesitzers Adolph Sierich                                             | 1863                | | Maria-Louisen-Straße in Hamburg-Winterhude                                                                                              |
| Martin-Haller-Ring (Lage)        | M076               | 0200                   | Martin Haller (1835–1925), Architekt                                                                                           | 1945                | Themengruppe „Architekten und Baumeister“ | Martin-Haller-Ring |
| Meenkbrücke (Lage)               | –                  | 0015 (im Stadtteil)    | in Anlehnung an die Meenkwiese                                                                                                 | 1922                | überquert im Zuge der Meenkwiese die Alster; westlicher Teil ab Brückenmitte in Eppendorf | Meenkbrücke |
| Meenkwiese (Lage)                | M109               | 0250 (im Stadtteil)    | nach einer Flurbezeichnung | 1908                | westlicher Teil ab Mitte der Meenkbrücke in Eppendorf | Meenkwiese in Hamburg-Winterhude |
| Meerweinstraße (Lage)            | M110               | 0425                   | Wilhelm Emil Meerwein (1844–1927), Architekt                                                                                   | 1928                | Themengruppe „Architekten und Baumeister“ | Meerweinstraße |
| Meuronstieg (Lage)               | M174               | 0120                   | Auguste de Meuron (1813–1898), schweizerisch-deutscher Architekt                                                               | 1929                | Themengruppe „Architekten und Baumeister“ | Meuronstieg |
| Mexikoring (Lage)                | M353               | 0440                   | Mexiko-Stadt, Hauptstadt von Mexiko                                                                                            | 1968                | Themengruppe „Städte in Übersee“ | Mexikoring in Hamburg-Winterhude |
| Moorfuhrtbrücke (Lage)           | –                  | 0030                   | in Anlehnung an den Moorfuhrtweg                                                                                               | 1913                | | Moorfuhrtbrücke |
| Moorfuhrtweg (Lage)              | M266               | 0130                   | nach einer Flurbezeichnung | 1876                | | Moorfuhrtweg in Hamburg-Winterhude |
| Möringbogen (Lage)               | M227               | 0135                   | Carl Möring (1818–1900), Hamburger Senator, und Rudolf Heinrich Möring (1831–1907), Kaufmann                                   | 1964                | | Möringbogen |
| Mövenstraße (Lage)               | M229               | 0255                   | nach der Möwe | 1891                | die Benennung erfolgte möglicherweise im Hinblick auf die zahlreichen Möwen an der nahe gelegenen Alster | Mövenstraße |
| Mühlenkamp (Lage)                | M320               | 0490                   | nach einer Flurbezeichnung | 1899                | seit 1853 Am Mühlenkamp | Mühlenkamp, Blick Richtung Goldbekplatz von der Preystraße her                                                                          |
| Mühlenkampbrücke (Lage)          | –                  | 0015 (im Stadtteil)    | in Anlehnung an den Mühlenkamp                                                                                                 | 1904                | überquert den Osterbekkanal und verbindet den Mühlenkamp mit dem Hofweg; südlicher Teil in Uhlenhorst | Mühlenkampbrücke |
| Neckelmannstraße (Lage)          | N014               | 0110                   | Skjøld Neckelmann (1854–1903), dänischer Architekt                                                                             | 1929                | Themengruppe „Architekten und Baumeister“ | Neckelmannstraße |
| New-York-Brücke (Lage)           | –                  | 0030                   | New York City, Stadt in den USA                                                                                                | 1975                | Themengruppe „Städte in Übersee“ | New-York-Brücke in Hamburg-Winterhude                                                                                                   |
| New-York-Ring (Lage)             | N186               | 0395                   | New York City, Stadt in den USA                                                                                                | 1968                | Themengruppe „Städte in Übersee“ | New-York-Ring in Hamburg-Winterhude |
| New-York-Weg (Lage)              | N213               | 0255                   | New York City, Stadt in den USA                                                                                                | 1977                | Themengruppe „Städte in Übersee“ | New-York-Weg in Hamburg-Winterhude |
| Novalisweg (Lage)                | N179               | 0300                   | Novalis (1772–1801), Schriftsteller                                                                                            | 1928                | | Novalisweg |
| Ohlsdorfer Straße (Lage)         | O064               | 1025                   | Hamburger Stadtteil Ohlsdorf                                                                                                   | 1863                | | Ohlsdorfer Straße in Hamburg-Winterhude                                                                                                 |
| Opitzstraße (Lage)               | O109               | 0450                   | Martin Opitz (1597–1639), Dichter                                                                                              | 1929                | | Opitzstraße in Hamburg-Winterhude |
| Osakabrücke (Lage)               | –                  | 0050                   | Osaka, Stadt in Japan | 1975                | Themengruppe „Städte in Übersee“ | Osakabrücke |
| Otto-Wels-Straße (Lage)          | O203               | 1665                   | Otto Wels (1873–1939), SPD-Politiker                                                                                           | 2013/2025           | Das verbliebene Teilstück der Hindenburgstraße bis zum U-Bahnhof Alsterdorf (Stadtteilgrenze zu Alsterdorf) heißt seit April 2025 ebenfalls Otto-Wels-Straße                                                       | Otto-Wels-Straße in Hamburg-Winterhude                                                                                                  |
| Parkseebrücke (Lage)             | –                  | 0025                   | nach Bestimmung und Lage | 1920                | führt im Zuge des Südrings über die Einmündung des Stadtparksees in den Goldbekkanal | Parkseebrücke |
| Peter-Marquard-Straße (Lage)     | P076               | 0265                   | Peter Marquard (um 1600–1689/1690), Baumeister                                                                                 | 1907                | Themengruppe „Architekten und Baumeister“ | Peter-Marquard-Straße |
| Poelchaukamp (Lage)              | P147               | 0400                   | Hermann Poelchau (1817–1912), Richter am Hanseatischen Oberlandesgericht                                                       | 1948                | bis 1948 Langenkamp | Poelchaukamp |
| Poelchaukampbrücke (Lage)        | –                  | 0015                   | in Anlehnung an den Poelchaukamp                                                                                               | 1960                | überquert im Zuge des Poelchaukamps den Mühlenkampkanal | Poelchaukampbrücke |
| Poßmoorweg (Lage)                | P180               | 0750                   | nach einer Flurbezeichnung | 1876                | | Poßmoorweg in Hamburg-Winterhude |
| Preystraße (Lage)                | P199               | 0265                   | Johann Leonhard Prey (um 1700–1757), Architekt                                                                                 | 1907                | Themengruppe „Architekten und Baumeister“ | Preystraße, Blick von der Schinkelstraße Richtung Mühlenkamp                                                                            |
| Rambatzweg (Lage)                | R083               | 0080                   | Gottlieb Rambatz (1859–1920), Architekt                                                                                        | 1929                | Themengruppe „Architekten und Baumeister“ | Rambatzweg |
| Rehmstraße (Lage)                | R106               | 0190                   | nach einer Flurbezeichnung | 1898                | | Rehmstraße in Hamburg-Winterhude |
| Riststraße (Lage)                | R210               | 0075                   | Johann Rist (1607–1667), Dichter                                                                                               | 1929                | | Riststraße in Hamburg-Winterhude |
| Roepersweg (Lage)                | R251               | 0065                   | Carl. H. O. Roeper (1844–1896), Bauinspektor der Hamburger Baudeputation                                                       | 1904                | | Roepersweg in Hamburg-Winterhude |
| Rondeel (Lage)                   | R272               | 0460                   | nach dem Verlauf der Straße | 1866                | nur die Bewohner der Grundstücke am Rondeel genießen das Privileg des Zugangs zum rückwärtig gelegenen Rondeelteich                                                                                                | Rondeel |
| Saarlandbrücke (Lage)            | –                  | 0040                   | in Anlehnung an die Saarlandstraße                                                                                             | 1935                | führt im Zuge der Saarlandstraße über die Einmündung des Barmbeker Stichkanals in den Goldbekkanal | Saarlandbrücke in Hamburg-Winterhude |
| Saarlandstieg (Lage)             | S003               | 0410                   | in Anlehnung an die Saarlandstraße                                                                                             | 1950                | | Saarlandstieg in Hamburg-Winterhude |
| Saarlandstraße (Lage)            | S004               | 1785                   | Bundesland Saarland | 1935                | östliche Straßenhälfte zwischen Osterbekkanal und Hellbrookstraße in Barmbek-Nord | Saarlandstraße, Blick in Richtung City Nord, mittig die Bahn-Brücke der Linie U 3, direkt links anschließend der Bahnhof Saarlandstraße |
| Scheffelstraße (Lage)            | E129               | 0320                   | Joseph Victor von Scheffel (1826–1886), Dichter und Schriftsteller, und Josephine Scheffel (1805–1865), Salonnière und Autorin | 1891                | | Scheffelstraße |
| Schinkelstraße (Lage)            | S175               | 0315                   | Karl Friedrich Schinkel (1781–1841), Architekt und Baumeister                                                                  | 1907                | Themengruppe „Architekten und Baumeister“ | Schinkelstraße, Blick zum Goldbekplatz                                                                                                  |
| Schleidenbrücke (Lage)           | –                  | 0015 (im Stadtteil)    | in Anlehnung an die in Barmbek-Süd verlaufende Schleidenstraße                                                                 | 1929                | überquert im Zuge der Saarlandstraße den Osterbekkanal; Westseite des nördlichen Teils in Winterhude, Ostseite des nördlichen Teils in Barmbek-Nord, kompletter südlicher Teil in Barmbek-Süd                      | Schleidenbrücke |
| Semperplatz (Lage)               | S403               | 0070 × 40              | in Anlehnung an die Semperstraße                                                                                               | 1928                | Themengruppe „Architekten und Baumeister“ | Semperplatz |
| Semperstraße (Lage)              | S404               | 1045                   | Gottfried Semper (1803–1879), Architekt                                                                                        | 1907                | Themengruppe „Architekten und Baumeister“ | Semperstraße |
| Sengelmannstraße (Lage)          | S405               | 0450 (im Stadtteil)    | Heinrich Matthias Sengelmann (1821–1899), ev. Pastor und Gründer der Alsterdorfer Anstalten                                    | 1899                | nördlicher Teil ab U-Bahn-Brücke in Alsterdorf | Sengelmannstraße, zu Winterhude gehörender Teil                                                                                         |
| Sierichstraße (Lage)             | S437               | 2005                   | Adolph Sierich (1826–1889), Grundeigentümer der alsternahen Flächen in Winterhude                                              | 1863                | | Sierichstraße in Hamburg-Winterhude |
| Sierichstraßenbrücke (Lage)      | –                  | 0015                   | in Anlehnung an die Sierichstraße                                                                                              | 1904                | überquert im Zuge der Sierichstraße den Goldbekkanal | Sierichstraßenbrücke |
| Singapurbrücke (Lage)            | –                  | 0065                   | Singapur, asiatischer Insel- und Stadtstaat                                                                                    | 1975                | Themengruppe „Städte in Übersee“ | Singapurbrücke |
| Singapurweg (Lage)               | S852               | 0245                   | Singapur, asiatischer Insel- und Stadtstaat                                                                                    | 1972                | Themengruppe „Städte in Übersee“ | Singapurweg |
| Stadthallenbrücke (Lage)         | S912               | 0040                   | nach der ehemaligen Stadthalle an der Südseite des Hamburger Stadtparks                                                        | 1925                | überquert den Goldbekkanal und verbindet die Saarlandstraße mit dem Südring | Stadthallenbrücke in Hamburg-Winterhude                                                                                                 |
| Stammannstraße (Lage)            | S586               | 0490                   | Franz Georg Stammann (1799–1871) und sein Sohn Hugo Stammann (1831–1909), Architekten                                          | 1928                | Themengruppe „Architekten und Baumeister“ | Stammannstraße |
| Streekbrücke (Lage)              | –                  | 0025 (im Stadtteil)    | nach einem Teil des Alsterufers (ndt. Streek = Strich, Linie)                                                                  | 1904                | überquert die Alster und verbindet die Maria-Louisen-Straße mit der St.-Benedict-Straße; westlicher Teil in Hamburg-Harvestehude                                                                                   | Streekbrücke |
| Südring (Lage)                   | S789               | 1620                   | nach seinem Verlauf am südlichen Teil des Stadtparks                                                                           | 1945                | | Südring in Hamburg-Winterhude |
| Sydneystraße (Lage)              | S857               | 0330                   | Sydney, Stadt in Australien | 1973                | Themengruppe „Städte in Übersee“ | Sydneystraße in Hamburg-Winterhude |
| Tessenowweg (Lage)               | T211               | 0320                   | Heinrich Tessenow (1876–1950), Architekt                                                                                       | 1977                | | Tessenowweg |
| Timmermannstraße (Lage)          | T102               | 0175                   | Johannes Timmermann (1844–1891), Vorbesitzer des Geländes                                                                      | 1877                | | Timmermannstraße in Hamburg-Winterhude                                                                                                  |
| Torontobrücke (Lage)             | –                  | 0165                   | Toronto, Stadt in Kanada | 1975                | Themengruppe „Städte in Übersee“ | Torontobrücke in Hamburg-Winterhude |
| Tweestücken (Lage)               | T189               | 0130                   | nach einer Flurbezeichnung von 1779 „Die Fünf Stücken“                                                                         | 1940                | siehe Dreistücken, Fiefstücken und Veerstücken | Tweestücken |
| Überseering (Lage)               | U003               | 1765                   | mit Bezug auf die überseeischen Handelsbeziehungen Hamburgs                                                                    | 1962                | Hauptachse der City Nord; thematisch zur Gruppe „Städte in Übersee“ gehörend | Überseering in Hamburg-Winterhude |
| Ulmenstraße (Lage)               | U022               | 0410                   | nach dem Baum Ulme | 1863                | | Ulmenstraße |
| Veerstücken (Lage)               | V016               | 0200                   | nach einer Flurbezeichnung von 1779 „Die Fünf Stücken“                                                                         | 1940                | siehe Dreistücken, Fiefstücken und Tweestücken | Veerstücken |
| Vogelbeerenweg (Lage)            | V057               | 0180                   | nach dem gleichnamigen Pflanzenart                                                                                             | 1929                | | Vogelbeerenweg in Hamburg-Winterhude |
| Weg bei den Gärten (Lage)        | W533               | 0130                   | nach der Lage bei dort befindlichen Kleingartenanlagen                                                                         | 2017                | | Weg bei den Gärten |
| Wentzelstraße (Lage)             | W173               | 0200                   | Adolf Emil Wentzel (1826–1918), Testamentsvollstrecker Adolph Sierichs                                                         | 1907                | Wentzel setzte nach dem Tod Sierichs die Erschließung Winterhudes fort. | Wentzelstraße |
| Werftbrücke (Lage)               | –                  | 0010                   | nach seiner Lage an einer ehemaligen Werft für Alsterdampfer                                                                   | 1904                | überquert im Zuge des Leinpfads den Leinpfadkanal an der Einmündung in die Alster | Werftbrücke |
| Wesselyring (Lage)               | W189               | 0440                   | Adam Hermann Wessely (1845–1922), Bürgerschaftsabgeordneter                                                                    | 1964                | | Wesselyring |
| Wiesendamm (Lage)                | W240               | 1335 (im Stadtteil)    | in Abänderung der niederdeutschen Flurbezeichnung Achtern Wischen (Hinter den Wiesen)                                          | 1910                | östlicher Teil ab Saarlandstraße in Barmbek-Nord | Wiesendamm |
| Wiesendammbrücke (Lage)          | –                  | 0050                   | in Anlehnung an den Wiesendamm                                                                                                 | 1928                | überquert im Zuge des Wiesendamms den Goldbekkanal | Wiesendammbrücke |
| Wiesenstieg (Lage)               | W246               | 0290                   | in Anlehnung an den Wiesendamm                                                                                                 | 1936                | | Wiesenstieg |
| Willistraße (Lage)               | W290               | 0470                   | Willi Sierich, ein Sohn des Grundbesitzers Adolph Sierich                                                                      | 1866                | | Willistraße in Hamburg-Winterhude |
| Wimmelsweg (Lage)                | W304               | 0125                   | Carl Ludwig Wimmel (1786–1845), Architekt und erster Baudirektor Hamburgs                                                      | 1907                | Themengruppe „Architekten und Baumeister“ | Wimmelsweg |
| Winterhuder Brücke (Lage)        | –                  | 0015 (im Stadtteil)    | nach seiner Bestimmung als von Eppendorf nach Winterhude führende Brücke                                                       | 1904                | überquert die Alster, verbindet die Hudtwalckerstraße mit der Ludolfstraße auf Eppendorfer Seite; westlicher Teil in Eppendorf                                                                                     | Winterhuder Brücke in Hamburg-Winterhude und -Eppendorf                                                                                 |
| Winterhuder Kai (Lage)           | W320               | 0425                   | nach der Lage am Ufer der Alster                                                                                               | 1884                | | Winterhuder Kai in Hamburg-Winterhude                                                                                                   |
| Winterhuder Marktplatz (Lage)    | W321               | 0125 × 65              | nach seiner Lage im Stadtteil                                                                                                  | 1900                | bis 1899 Bei der Friedenseiche; ein Marktplatz im eigentlich Sinne ist der Winterhuder Marktplatz nie gewesen | Winterhuder Marktplatz in Hamburg-Winterhude                                                                                            |
| Winterlindenweg (Lage)           | W532               | 0470                   | nach der Winterlinde, Baum des Jahres 2016                                                                                     | 2017                | | Winterlindenweg |
| Zesenstraße (Lage)               | Z015               | 0230                   | Philipp von Zesen (1619–1689), Dichter und Schriftsteller                                                                      | 1927                | | Zesenstraße in Hamburg-Winterhude |